# The ReVe Festival: Day 1
The ReVe Festival: Day 1 es el sexto EP del grupo surcoreano Red Velvet, lanzado el 19 de junio de 2019 a través de SM Entertainment. El EP se anunció el 4 de junio y estuvo disponible para pre-ordenar desde ese mismo día. El sencillo principal es Zimzalabim, y es el primer lanzamiento de la trilogía The ReVe Festival. Debutó en el primer lugar de la lista de álbumes de Gaon de Corea del Sur.

## Antecedentes
El EP se llamó ReVe, ya que significa Red Velvet y además "sueño" o "fantasía" en francés. ReVe también es el nombre de un personaje robótico ficticio que fue la mascota de la segunda gira de conciertos del grupo. El personaje también aparece en material promocional para el grupo. El sencillo principal, "Zimzalabim", también ha sido descrito como un "electro pop adictivo con tambores rítmicos y melodías geniales".

## Promoción
El EP se anunció a través de las redes sociales el 4 de junio de 2019, con una imagen teaser de una moneda de oro con los nombres de los miembros de la banda, el título y la fecha. El 10 de junio, la banda confirmó el sencillo principal "Zimzalabim" a través de sus redes sociales.

Un video especial para la canción "Milkshake" se subió el 1 de agosto de 2019, coincidiendo con el quinto aniversario del grupo. El video fue mostrado primero en el fan-meeting aniversario, interRView vol. 5.

## Rendimiento comercial
La versión en CD del EP Debutó en la cima de la lista semanal de álbumes de Gaon y vendió 182 mil copias en junio de 2019 en Corea del Sur, quedando en el segundo lugar del mes, mientras que la versión jihno se posicionó en el cuadragésimo noveno lugar en la lista mensual con 3.611 copias. Juntos, este EP vendió 185.821 copias en el primer mes, convirtiéndose en el álbum más vendido de Red Velvet, superando a Summer Magic.

## Lista de canciones
| N.º   | Título                                   | Letras      | Música                                                                        | Arreglo                               | Duración |  |
| 1.    | «Zimzalabim» (짐살라빔; Zimsallabim)     | Lee Seu-ran | Olof Lindskog, Daniel Caesar, Ludwig Lindell, Hayley Aitken                   | OLLIPPOP, Caesar & Loui               | 3:10     |  |
| 2.    | «Sunny Side Up!»                         | Jeon Gandi  | Moonshine, Ellen Berg, Cazzi Opeia                                            | Moonshine                             | 3:23     |  |
| 3.    | «Milkshake»                              | Kim Bo-eun  | Moonshine, Cazzi Opeia, Boots a.k.a., Per Kristian, Ottestad                  | Moonshine                             | 3:30     |  |
| 4.    | «Bing Bing» (친구가 아냐; Chinguga Anya) | Kim Soo-jin | Will Simms, Ylva Dimberg, Neil Athale                                         | Will Simms, Ylva DImberg, Neil Athale | 3:27     |  |
| 5.    | «Parade» (안녕, 여름; Annyeong, Yeoreum) | Seo Ji-eum  | Fredrik Häggstam, Johan Gustafsson, Sebastian Lundberg, Ylva Dimberg          | Trinity                               | 3:13     |  |
| 6.    | «LP»                                     | Seo Ji-eum  | Hanif Hitmanic Sabzevari, Dennis DeKo Kordnejad, Pontus PJ Ljung, Anna Isbäck | Ryan S. Jhun                          | 3:27     |  |
| 20:10 |                                          |             |                                                                               |                                       |          |  |

## Listas
| Lista (2019)                            | Posición más alta |
| --------------------------------------- | ----------------- |
| French Digital Albums (SNEP)            | 53                |
| Japón (Oricon)                          | 20                |
| Japan Hot Albums (Billboard Japan)      | 46                |
| South Korean Albums (Gaon)              | 1                 |
| Reino Unido (UK Album Downloads)        | 68                |
| Estados Unidos (Top Heatseekers Albums) | 5                 |
| Estados Unidos (Independent Albums)     | 22                |
| Estados Unidos (World Albums)           | 7                 |